# Khâemouaset (vizir de Ramsès IX)
Pour les articles homonymes, voir Khâemouaset.
Khâemouaset (Ḫˁ-m-wȝs.t) est vizir du Sud, gouverneur de Thèbes, et peut-être aussi grand prêtre de Ptah sous Ramsès IX (XXe dynastie).
Il est principalement connu pour être le vizir qui a ordonné et dirigé l'enquête sur les vols de tombes royales survenus sous Ramsès IX.

## Biographie
Khâemouaset est le successeur du vizir Nebmarenakht en l'an 14 de Ramsès IX. En l'an 16, il est informé de certaines irrégularités dans la nécropole thébaine et décide de lancer une enquête par une commission dont Paouerê — maire de Thèbes-Ouest — est le chef, qui aboutit à la découverte de plusieurs pilleurs de tombes. Toute l'histoire est rapportée sur le papyrus Abbott, un des papyrus Amherst et les papyrus Mayer. Cependant, sur les papyrus Mayer, légèrement plus tardifs, le vizir est à nouveau Nebmarenakht ; il semble que pour des raisons qui nous sont inconnues, Nebmarenakht ait effectivement été restauré au cours de l'an 17 de Ramsès IX.
Outre le papyrus Abbott et le papyrus Amherst, tous deux datés de l'an 16, Khâemouaset est connu par la partie supérieure d'une statue de granit le représentant, aujourd'hui au Musée du Caire (CG 42173 / JE 36650), et de quelques graffiti de Thèbes-Ouest (n° 110, 111 et 113).